# Шоні (округ Перрі, Огайо)
Шоні (англ. Shawnee) — селище (англ. village) в США, в окрузі Перрі штату Огайо. Населення — 505 осіб (2020).

## Географія
Шоні розташоване за координатами 39°36′38″ пн. ш. 82°12′7″ зх. д. / 39.61056° пн. ш. 82.20194° зх. д. (39.610601, -82.201884).  За даними Бюро перепису населення США в 2010 році селище мало площу 5,86 км², з яких 5,82 км² — суходіл та 0,04 км² — водойми.

## Демографія
Згідно з переписом 2010 року, у селищі мешкало 655 осіб у 235 домогосподарствах у складі 179 родин. Густота населення становила 112 особи/км².  Було 275 помешкань (47/км²).
Расовий склад населення:
| - 98,0 % — білих - 0,2 % — чорних або афроамериканців |

До двох чи більше рас належало 1,8 %. Частка іспаномовних становила 0,3 % від усіх жителів.
За віковим діапазоном населення розподілялося таким чином: 27,8 % — особи молодші 18 років, 60,9 % — особи у віці 18—64 років, 11,3 % — особи у віці 65 років та старші. Медіана віку мешканця становила 34,9 року. На 100 осіб жіночої статі у селищі припадало 110,6 чоловіків;  на 100 жінок у віці від 18 років та старших — 113,1 чоловіків також старших 18 років.
Середній дохід на одне домашнє господарство  становив 33 202 долари США (медіана — 30 037), а середній дохід на одну сім'ю — 33 684 долари (медіана — 29 861). За межею бідності перебувало 32,1 % осіб, у тому числі 39,8 % дітей у віці до 18 років та 11,0 % осіб у віці 65 років та старших.
Цивільне працевлаштоване населення становило 196 осіб. Основні галузі зайнятості: освіта, охорона здоров'я та соціальна допомога — 25,0 %, будівництво — 24,0 %, роздрібна торгівля — 12,8 %, виробництво — 11,2 %.